# Popovci (Chorwacja)
Popovci – wieś w Chorwacji, w żupanii pożedzko-slawońskiej, w mieście Pakrac. W 2011 roku liczyła 10 mieszkańców.